# Windsurf

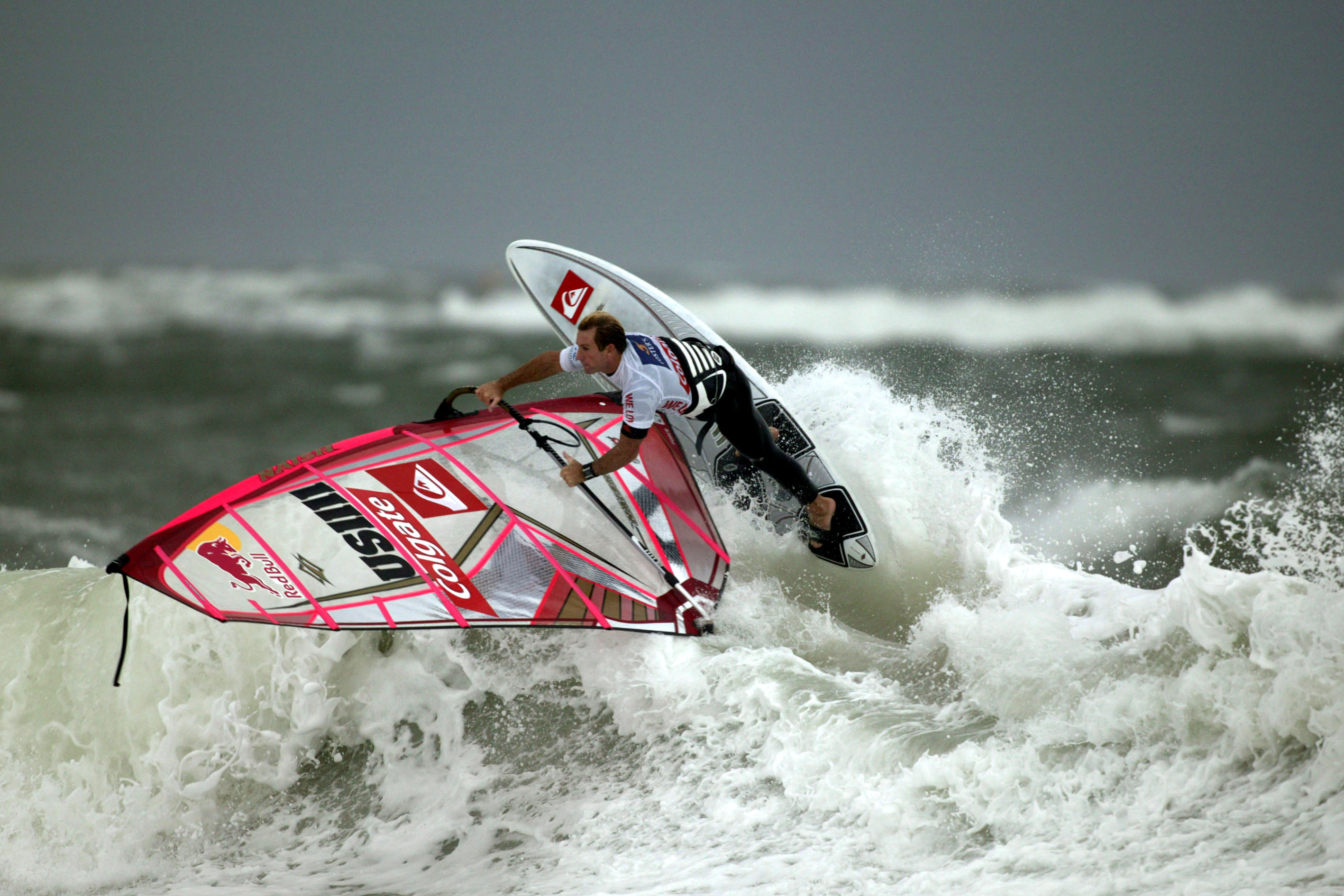
Il campione di windsurf Robby Naish alla World Cup Sylt (2006) in Germania

Il windsurf è un'attività sportiva nonché una specialità della vela che consiste nel muoversi sull'acqua su una tavola principalmente grazie all'azione propulsiva del vento su una vela; nel caso in cui la vela sia di ridotte dimensioni, essa può fungere da elemento complementare alla spinta propulsiva principale generata dalle onde (il cosiddetto wave riding) in maniera del tutto simile al surf da onda.
La vela è montata su un albero fissato alla tavola mediante un giunto universale (talvolta realizzato con un giunto cardanico, più spesso tramite materiale flessibile) detto "piede d'albero" ed è sostenuta e controllata dal velista (o windsurfer, semi-italianizzato in "windsurfista" o più semplicemente "surfista") con il solo ausilio di un particolare boma.
Con il termine windsurf (talvolta tradotto in italiano come tavola a vela), ci si riferisce anche all'attrezzatura usata per praticare quest'attività.

## Parti di unwindsurf

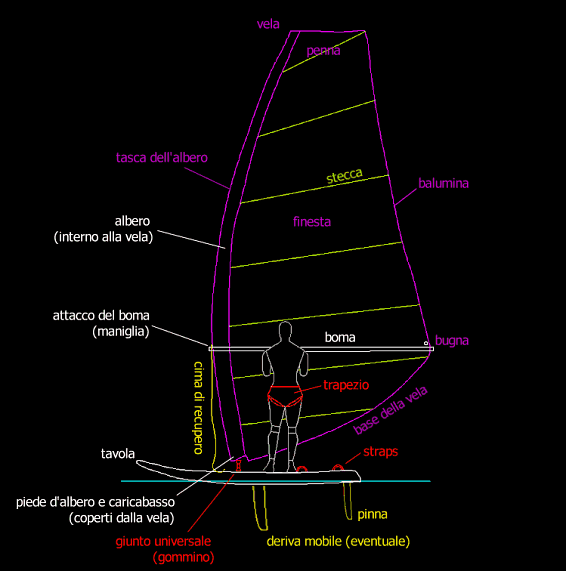
Parti di una tavola da windsurf

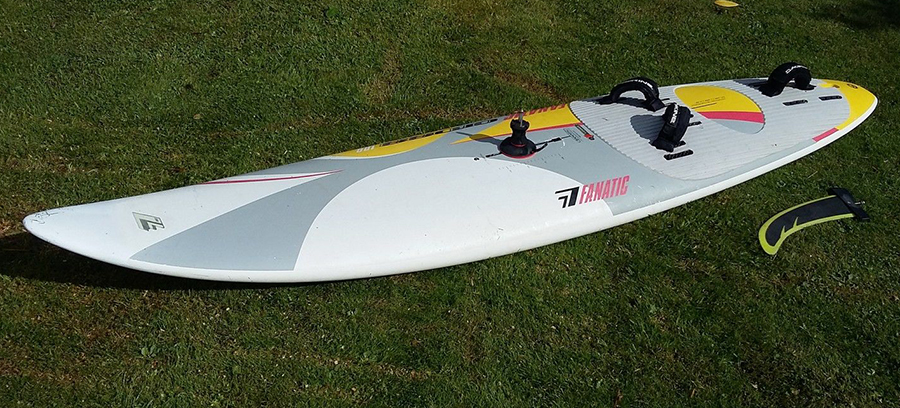
Tavola da windsurf con montato il piede d'albero e le straps e con una pinna a lato

Un windsurf è costituito dai seguenti componenti essenziali, in genere armati e disarmati prima e dopo l'uscita in acqua:
- tavola: di varie dimensioni, forme e materiali (principalmente struttura interna in EPS con ricoprimento in PVC, fibra di vetro e/o fibra di carbonio[2]), in base alla disciplina per cui è predisposta; le parti principali di una tavola sono:
  - carena: fondo della tavola, di diverse forme, generalmente piatta ma può presentare una lieve incurvatura longitudinale o delle striature longitudinali;
  - track: scassa a binario longitudinale per l'inserimento, la regolazione e il fissaggio del piede d'albero;
  - scassa della deriva (se presente);
  - scassa della pinna: l'innesto segue convenzionalmente la conformazione con scassa non passante "US box" oppure con scasse passanti del tipo "power box" ad una vite o "tuttle box" a due viti;[3][4]
- deriva: componente opzionale consistente in una lunga pinna basculante a scomparsa posta poco più a poppa rispetto al centro della tavola; utile nelle tavole per principianti per non scarrocciare eccessivamente;[4]
- pinna (ed eventuali pinnette laterali) oppure foil: di varie forme e dimensioni, generalmente la pinna sarà corta e ricurva per le discipline Wave, mentre sarà lunga e diritta per le discipline Race; il materiale di produzione è principalmente fibra di vetro o di carbonio;[3][4]
- vela, i cui elementi sono:
  - tasca d'albero: tubo di tessuto presente su un lato della vela, che la percorre per tutta l'altezza, finalizzato al passaggio dell'albero; oltre all'apertura sul fondo presenta anche un'apertura laterale per consentire l'attacco del boma all'albero;
  - bugna: angolo esterno della vela che presenta un'asola per il fissaggio all'estremità esterna del boma;
  - top: parte terminale alta della vela, presenta un cappuccio esterno o un tappo interno alla tasca d'albero finalizzato all'arresto dell'albero;
  - balumina: parte della vela rivolta verso poppa, compresa tra la cima e la bugna; se tenuta poco tesa di caricabbasso aiuta a scaricare l'eccesso di raffica di venti sostenuti;
  - stecche: aste flessibili infilate in tasche trasversali alla vela, che conferiscono struttura e forma alla stessa; alla loro estremità possono essere presenti dispositivi tendistecca per la messa in tensione delle aste e l'ottenimento della forma di vela richiesta;[4]
- albero: tubo di materiale resistente e adeguatamente flessibile (principalmente fibra di vetro, fibra di carbonio o una miscela di queste, tenute insieme da resina epossidica, ma esistono anche alberi in alluminio)[5][6] che si restringe in diametro dal basso verso l'alto; in base al diametro della sezione di base, gli alberi si dividono in due categorie principali: SDM (standard diameter mast) e RDM (reduced diameter mast). Gli alberi SDM sono di 4,8 cm e al giorno d'oggi vengono utilizzati quasi esclusivamente combinati con vele grandi, mentre gli alberi RDM hanno diametro di 3,8 cm; in commercio sono disponibili in lunghezze da 3,40 m fino a 5,20 m, divisibili in due pezzi;[7]
- piede d'albero: snodo flessibile che funge da vincolo cerniera per l'albero, consentendo i movimenti di rotazione dell'albero nel semispazio superiore alla tavola;[4]
- bicchiere o prolunga: innesto con o senza prolunga che consente il fissaggio dell'albero al piede d'albero e l'ancoraggio della base della vela tramite il sistema di carrucoline del caricabbasso; nel caso di presenza di prolunga, questa consente l'adattamento alla specifica lunghezza dell'albero;[4]
- boma: componente in alluminio o in fibra di carbonio, di forma oblunga, largo presso l'estremità di attacco all'albero (che avviene tramite una maniglia) e più stretto all'estremità opposta di attacco alla bugna (tramite cima), permette la manovrabilità della vela; sono disponibili in diverse lunghezze in funzione della dimensione della vela, pur consentendo un certo intervallo di adattamento grazie a un sistema telescopico che lo rende allungabile; ad esso si attaccano le cime per l'utilizzo del trapezio e la cima di recupero dell'albero.[4]

La vela, l'albero e il boma, presi nel loro insieme, costituiscono quello che in inglese è chiamato rig. L'immagine nel presente paragrafo illustra più dettagliatamente le varie parti di un windsurf.

Componenti di un windsurf
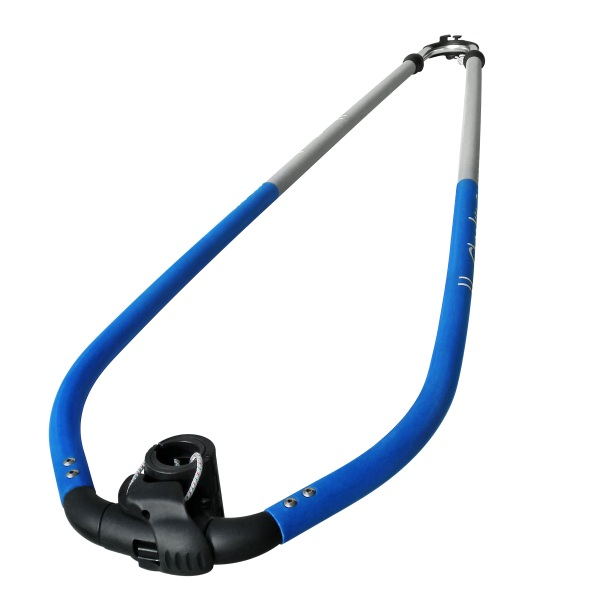
boma
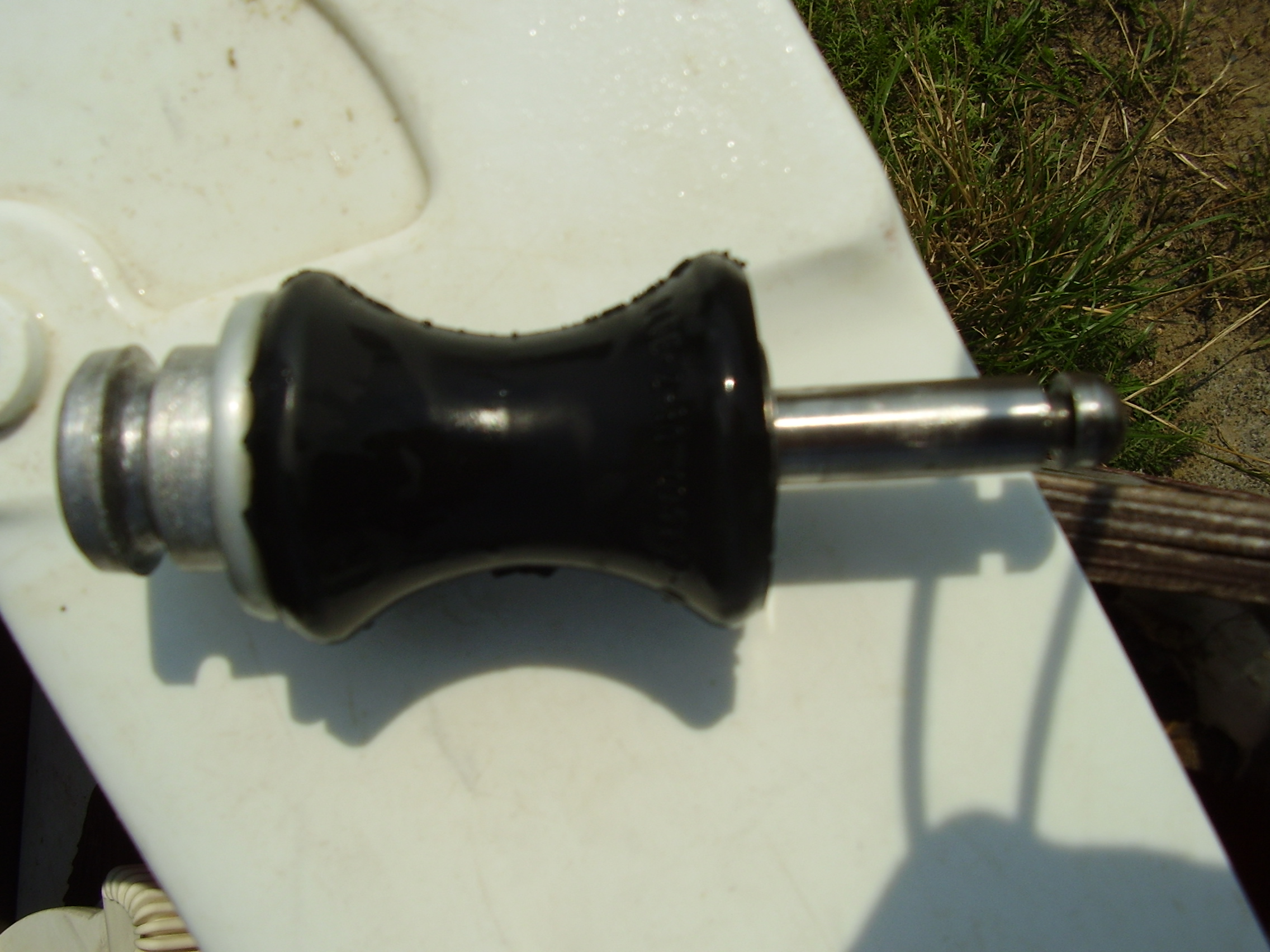
piede d'albero
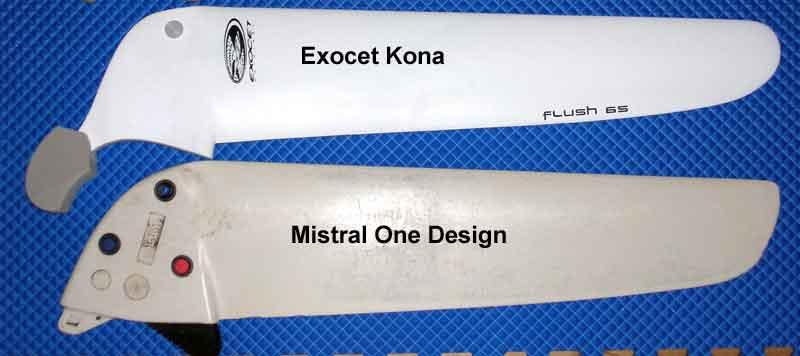
derive retraibili
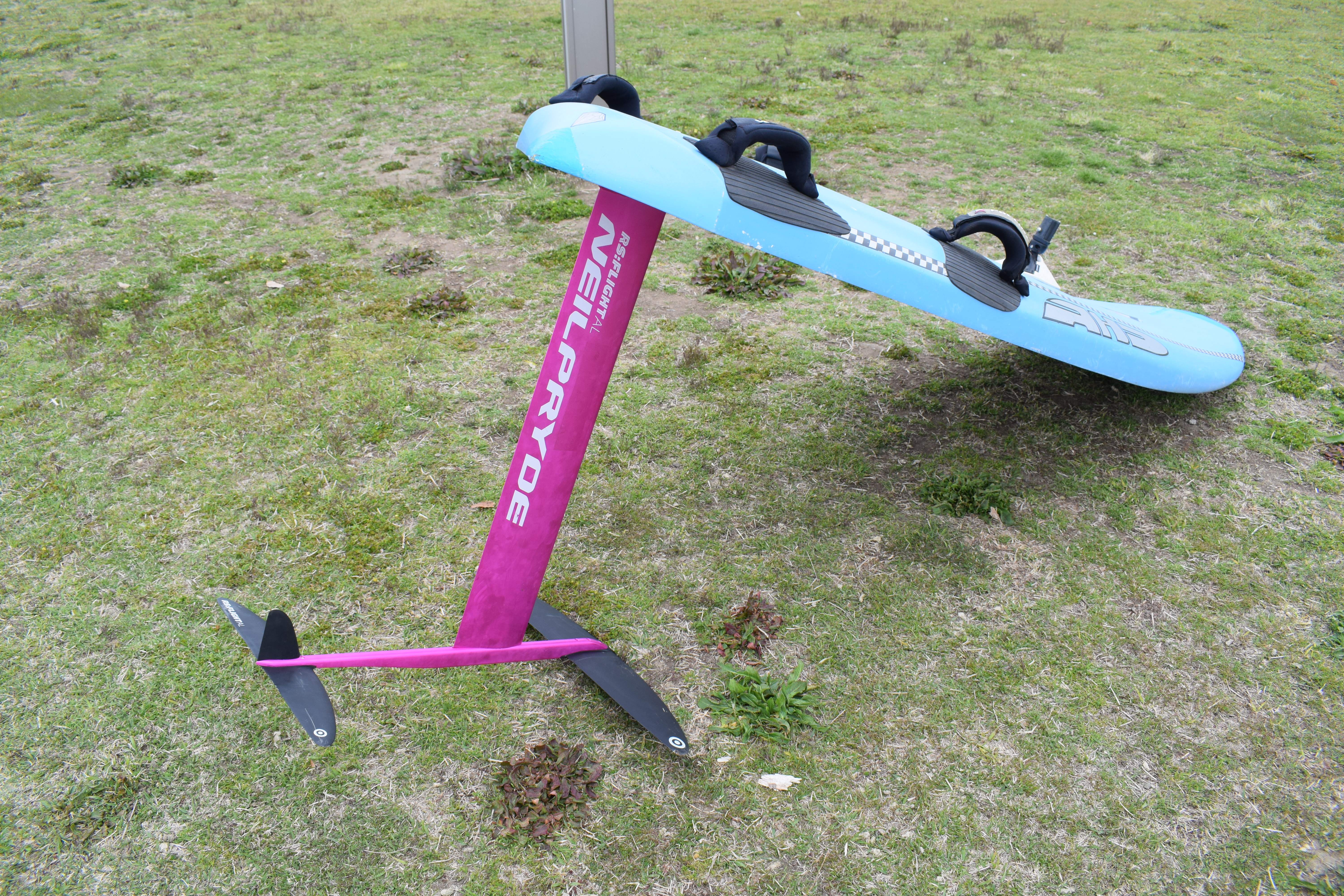
foil (alternativo alla pinna)

## Manovre

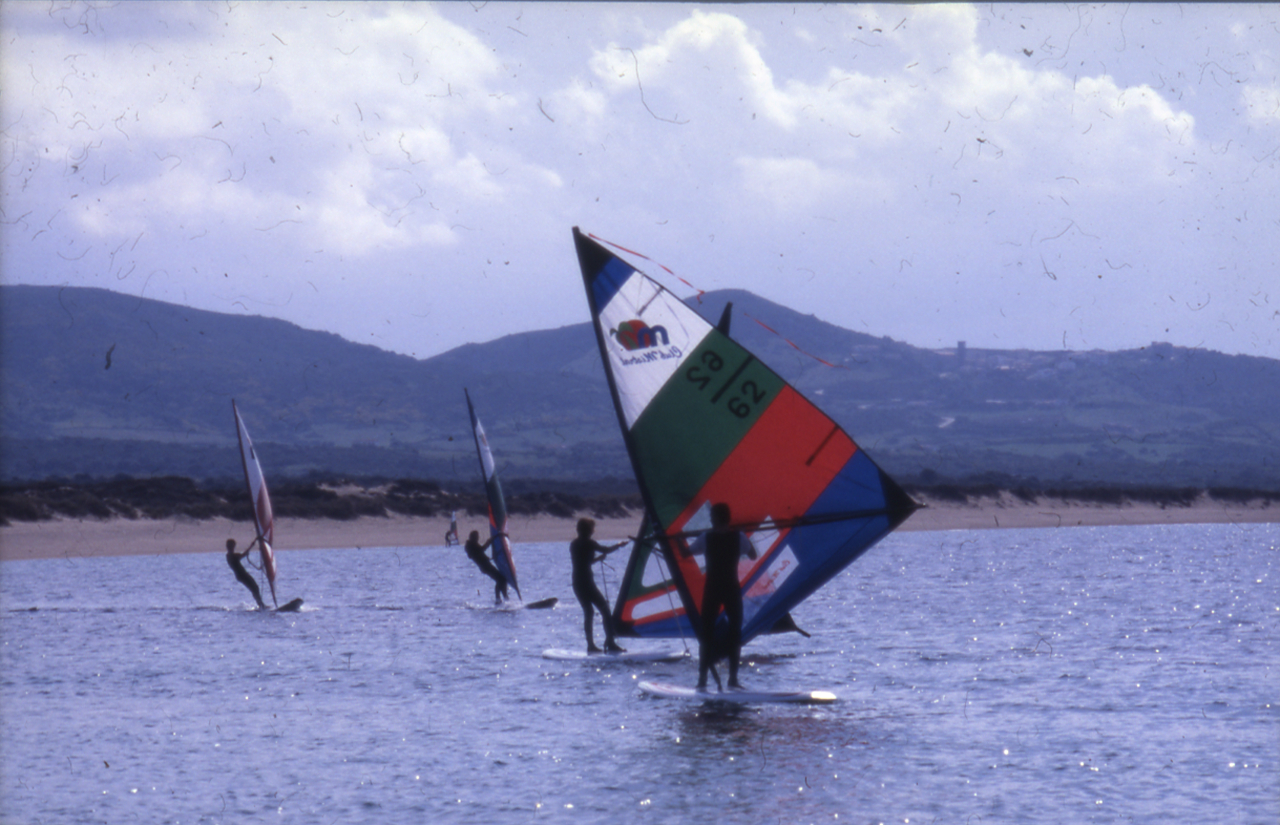
Praticanti di windsurf in una foto di Paolo Monti

Analogamente a quanto avviene nelle imbarcazioni a vela, nel windsurf le manovre principali sono la virata e la strambata che, nella forma base, permettono di cambiare le mure, e quindi di variare l'andatura, tramite il passaggio della vela rispettivamente sulla poppa o sulla prua della tavola.
Nel windsurf la partenza può avvenire secondo due modalità:
- si può salire sulla tavola dall'acqua, recuperando la vela con l'apposita cima di recupero;
- si sfrutta il vento che fa forza sulla vela e porta il surfista direttamente sulla tavola, potendo partire sia in acqua bassa ("partenza dalla spiaggia" o beachstart) che in acqua profonda ("partenza dall'acqua" o waterstart).

Per condurre un windsurf, non essendoci il timone, si deve agire sull'orientazione della vela. Le principali manovre per la navigazione in dislocamento (cioè non in planata) sono:
- orzare, ovvero portare la prua al vento in modo da impostare una andatura di bolina; per svolgerla si deve inclinare l'albero verso poppa, spostando di conseguenza il centro velico in questa direzione;
- poggiare, azione inversa all'orzare, che imposta un'andatura che si allontana dal vento detta anche "portante"; per svolgerla si inclina l'albero verso la prua.

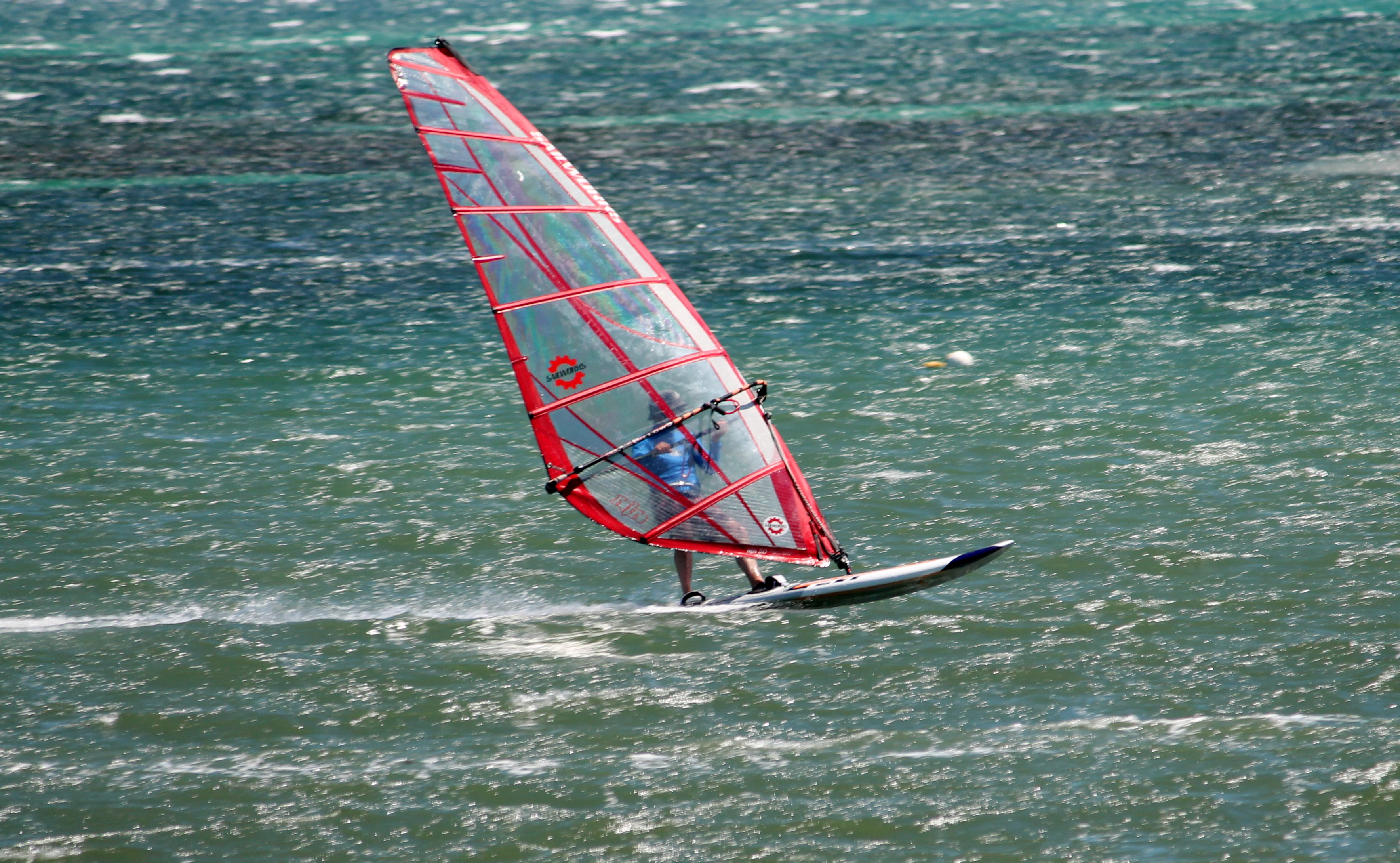
Windsurf in planata

All'aumentare della velocità, in base al tipo di tavola utilizzata, si raggiungono le condizioni di planata durante le quali i cambiamenti di direzione si ottengono sia spostando l'albero leggermente verso prua o verso poppa, sia esercitando una leggera pressione con i piedi sulla tavola. I piedi del surfista, in piena planata, risultano bloccati in apposite straps (cinghie fermapiedi) collocate sulla poppa della tavola, mentre la vela viene mantenuta in una posizione arretrata rispetto alla tavola, gestendo la disposizione del peso del proprio corpo e del rig in modo che si verifichi l'equilibrio del centro velico con il centro di deriva della tavola. La planata permette al windsurf di raggiungere velocità elevate, anche di 45-55 nodi, grazie al minimo contatto della carena (pressoché piatta) con la superficie dell'acqua.
La massima velocità mai raggiunta da un windsurf (intesa come velocità media sulla distanza di 500 m) è di 55.97 nodi raggiunti sui 500 metri da Björn Dunkerbeck a Luderitz (Namibia) nel novembre 2021.

## Tipi di tavola e specialità

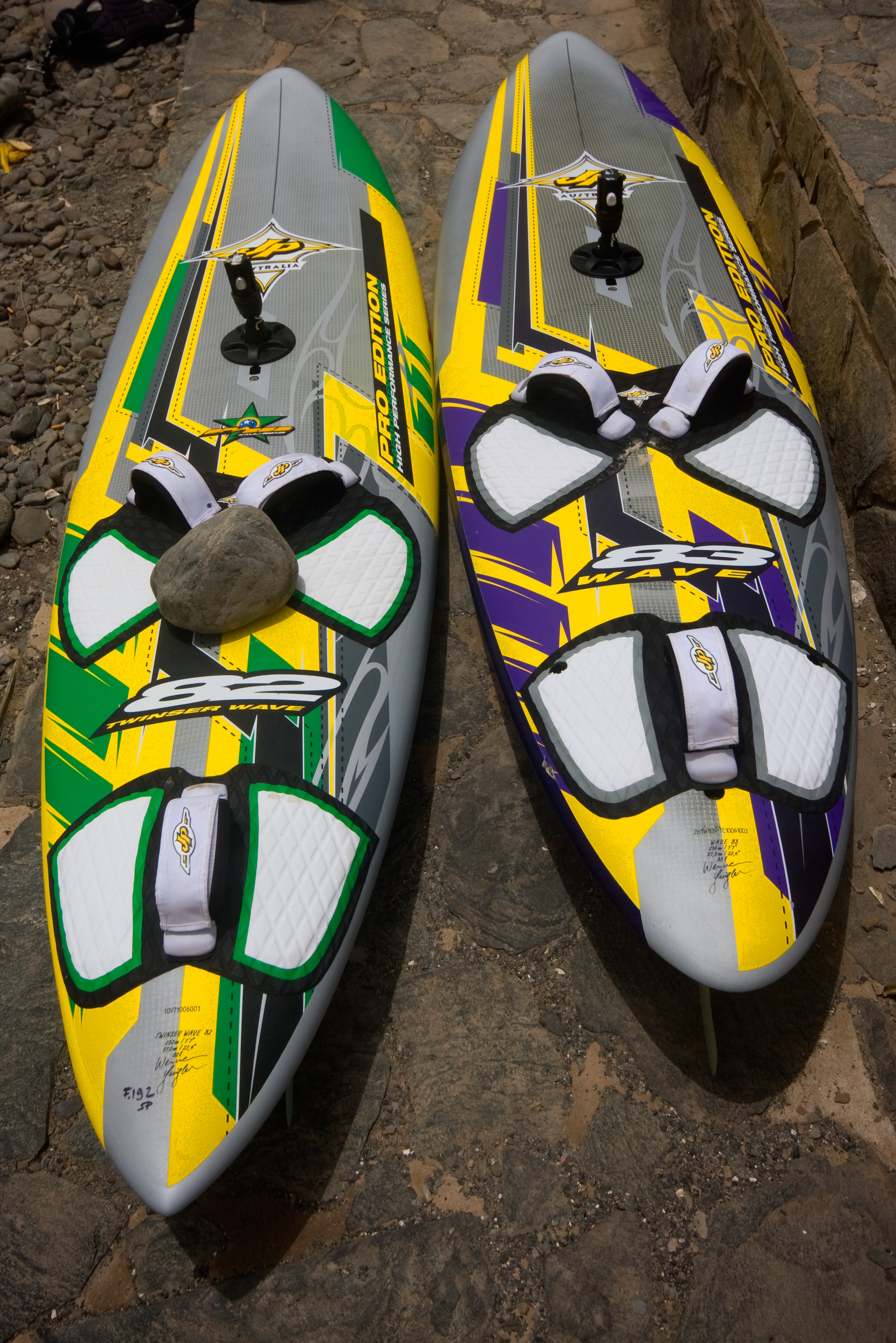
tavole Funboard

Una prima classificazione delle tavole da windsurf può essere effettuata in base alle seguenti caratteristiche:
- tavole dislocanti non plananti (dette anche Longboard):
in genere lunghe e pesanti, adatte ai principianti per avvicinarsi a questo sport e dotate di superfici veliche ridotte. Solitamente questo tipo di tavole è munita di deriva mobile posizionata al centro dello scafo.
- tavole plananti (o Funboard):
in genere corte (240–350 cm), leggere (circa 7 kg) e di volume limitato (60-200 litri); necessitano di maggiore esperienza e sono dotate di superfici veliche più grandi (fino a 12 m²), che permettono alla tavola di entrare in planata con una determinata intensità del vento. Questo tipo di tavole sono dotate di una serie di cinghie punta piedi (straps) sulla poppa e di cimette sul boma che vengono utilizzate per agganciarsi mediante il trapezio indossato dal surfista.[6]

Ci sono particolari discipline che si possono praticare con il windsurf, ognuna delle quali individua diverse tipologie di tavole; principalmente possono distinguersi in discipline non agonistiche (Freeride) e discipline agonistiche, di cui fanno parte le seguenti:
- Wave: disciplina acrobatica in cui l'atleta mescola il surf da onda e il windsurf saltando e scivolando sulle onde e frangenti. Questa specialità permette al surfista di effettuare salti considerevoli e di chiudere evoluzioni totalmente fuori dall'acqua o facendosi trasportare dall'onda come nel surf, sia con le spalle rivolte all'onda che di fronte all'onda. Nelle competizioni vengono giudicate le performance degli atleti in acqua tenendo conto della difficoltà, dell’esecuzione e del numero di manovre effettuate durante il tempo stabilito. Le tavole per questa disciplina sono corte, poco voluminose e non troppo larghe per poter cambiare direzione velocemente ed eseguire le manovre richieste.[15][16]
- Freestyle: nasce a metà degli anni 1990, accoppiando manovre per lo più statiche a manovre aeree dinamiche di ispirazione Wave;[17] si compiono evoluzioni molto complesse e spettacolari, come salti (per questi si usano onde piccole dette chop) e rotazioni, con acqua calma o quasi. Le acrobazie più diffuse del freestyle sono: vulcan (o air jibe), spock, willy skipper, flaka, shaka, E-slider, chacho, burner, funnell.[18]
- Formula: l'idea della categoria Formula nacque in Francia, dove ci fu la prima competizione il 24 marzo 1998; le tavole ammesse in queste competizioni hanno grandi vele e planano facilmente, a partire da 7 nodi.[19] La disciplina viene praticata con tavole dalle precise limitazioni (unica tavola con larghezza massima, poco spessore e lunghezza pinna definite) su un percorso di regata molto simile a quello adottato dalle imbarcazioni a vela tradizionali (a due o più boe), dove si ripropongono quasi tutte le andature (bolina, traverso, lasco). Per le regate Formula si applicano le regole di regata internazionali (Racing Rules of Sailing), le stesse valide per le imbarcazioni da regata, con qualche semplificazione, stabilite dalla Federazione Internazionale della Vela (World Sailing) e adottate dalla Federazione Italiana Vela (FIV).[20]
- Slalom: praticata con tavole con limitazioni meno restrittive rispetto al Formula (si può utilizzare un numero maggiore di tavole), con caratteristiche (lunghezza, larghezza, superficie velica) abbastanza variabili in base all'intensità del vento e di utilizzo. Si tratta di una competizione dove si deve arrivare prima degli avversari alla fine di un percorso che può essere di due tipi: definito da due boe, disposte all'incirca perpendicolarmente alla direzione del vento, determinando così una conformazione del percorso "ad otto" ed un'andatura che è solitamente al traverso; o da una successione di boe, disposte sempre più sottovento, in modo da determinare un percorso a forma di spezzata da coprirsi con una serie di laschi. Anche alle regate Slalom si applicano le Racing Rules of Sailing, ma con notevoli semplificazioni. Le tavole Slalom, per poter gareggiare negli eventi nazionali e internazionali, devono rientrare all'interno della lista delle tavole registrate anno per anno dal World Sailing.[21]
- Speed: tavole particolari (molto strette e leggere) vengono portate in velocità su un tratto d'acqua piatta, solitamente un canale, con l'obbiettivo di raggiungere la massima velocità possibile.[15] Il tratto percorso può essere di 250 m o 500 m, di cui quest'ultima rappresenta lo standard per i record di velocità;[22] le velocità raggiunte si aggirano intorno ai 45 nodi.[senza fonte] Il regolamento per questa classe è fissato dal World Sailing;[23] Il record mondiale di velocità di una tavola a vela di questo tipo appartiene all'olandese Björn Dunkerbeck che nel 2021 ha raggiunto una velocità di 55.97 nodi su 500 m.[14] In questa disciplina l'Italia vanta un solo risultato di rilievo: la vittoria di Andrea Baldini nel 2009 al Campionato del mondo di Dungarvan in Irlanda[24];
- Windfoil: tavole dotate di foil, cioè un componente idrodinamico che in andatura consente di innalzare la tavola al di sopra del pelo libero dell'acqua al fine di esercitare meno attrito sulla stessa; genericamente sono le stesse tavole utilizzate per Slalom o Formula.[15][25][26]
- Supercross (o Super X): competizione sviluppata da Professional Windsurfers Association (PWA) nel 2003 in cui, come per lo Slalom, vince chi arriva per primo alla fine del percorso ma, fra un giro di boa e l'altro solitamente bisogna superare degli ostacoli e completare delle manovre Freestyle.[27]

Discipline del windsurf
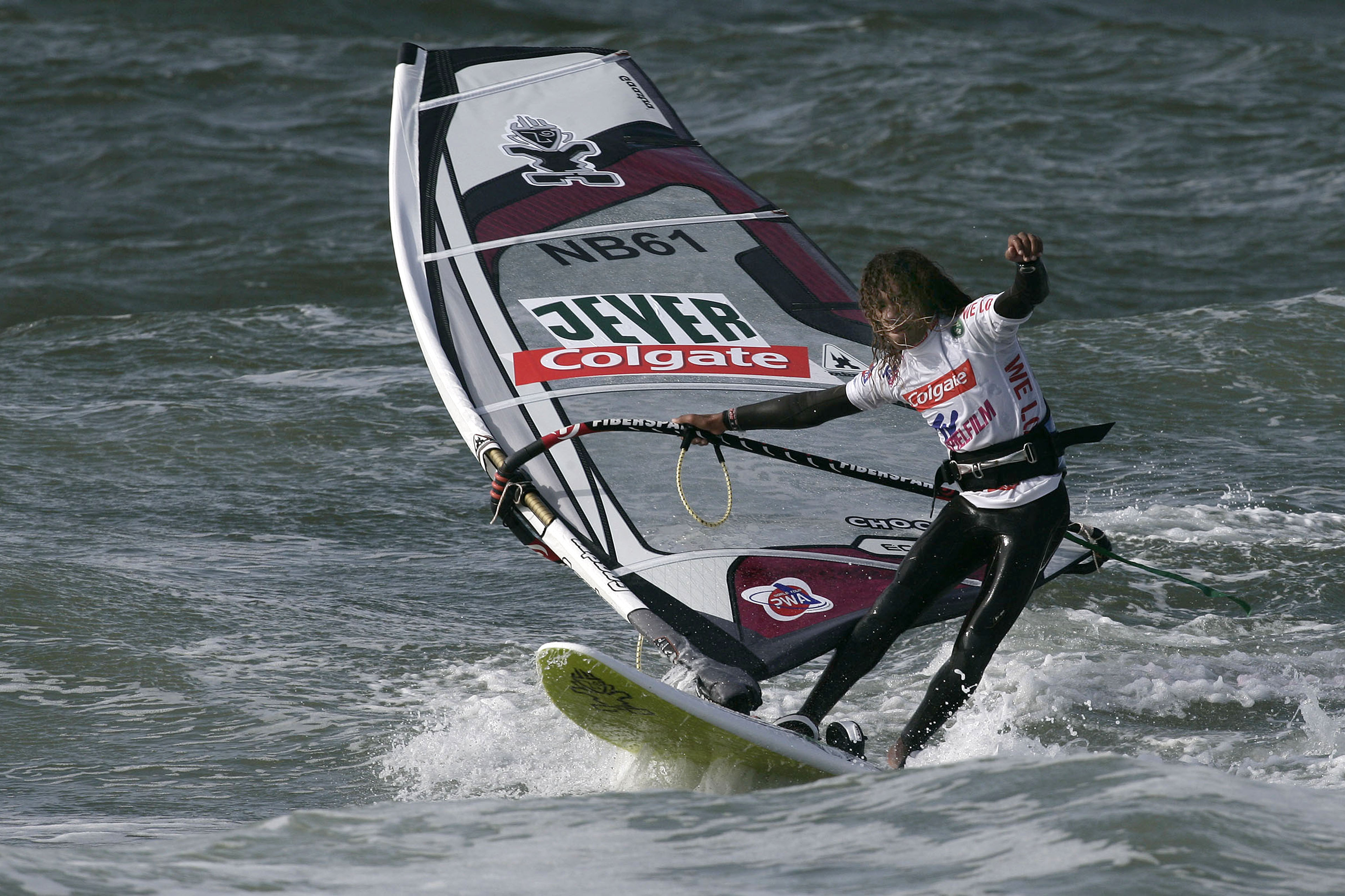
Freestyle
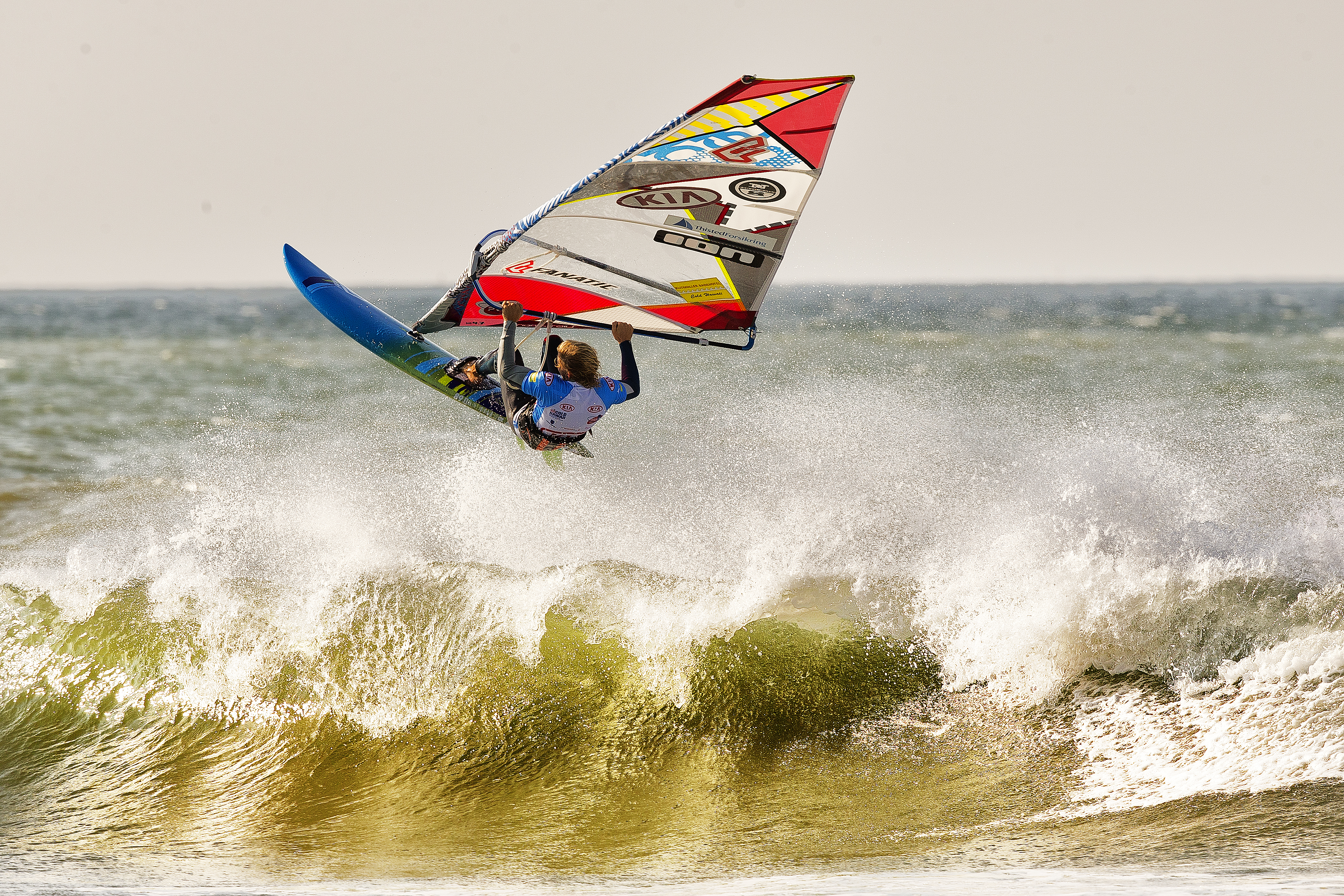
Wave
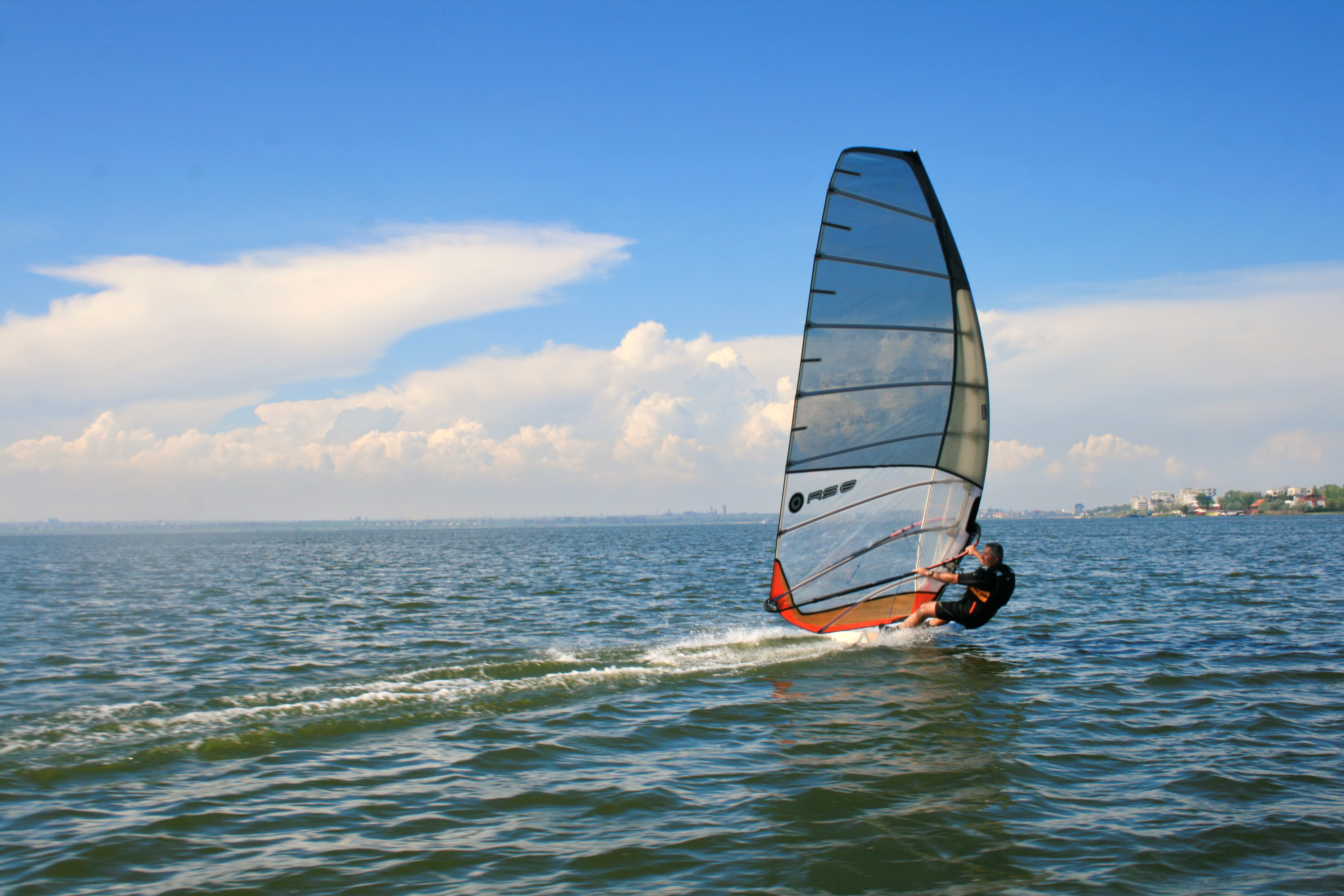
Formula
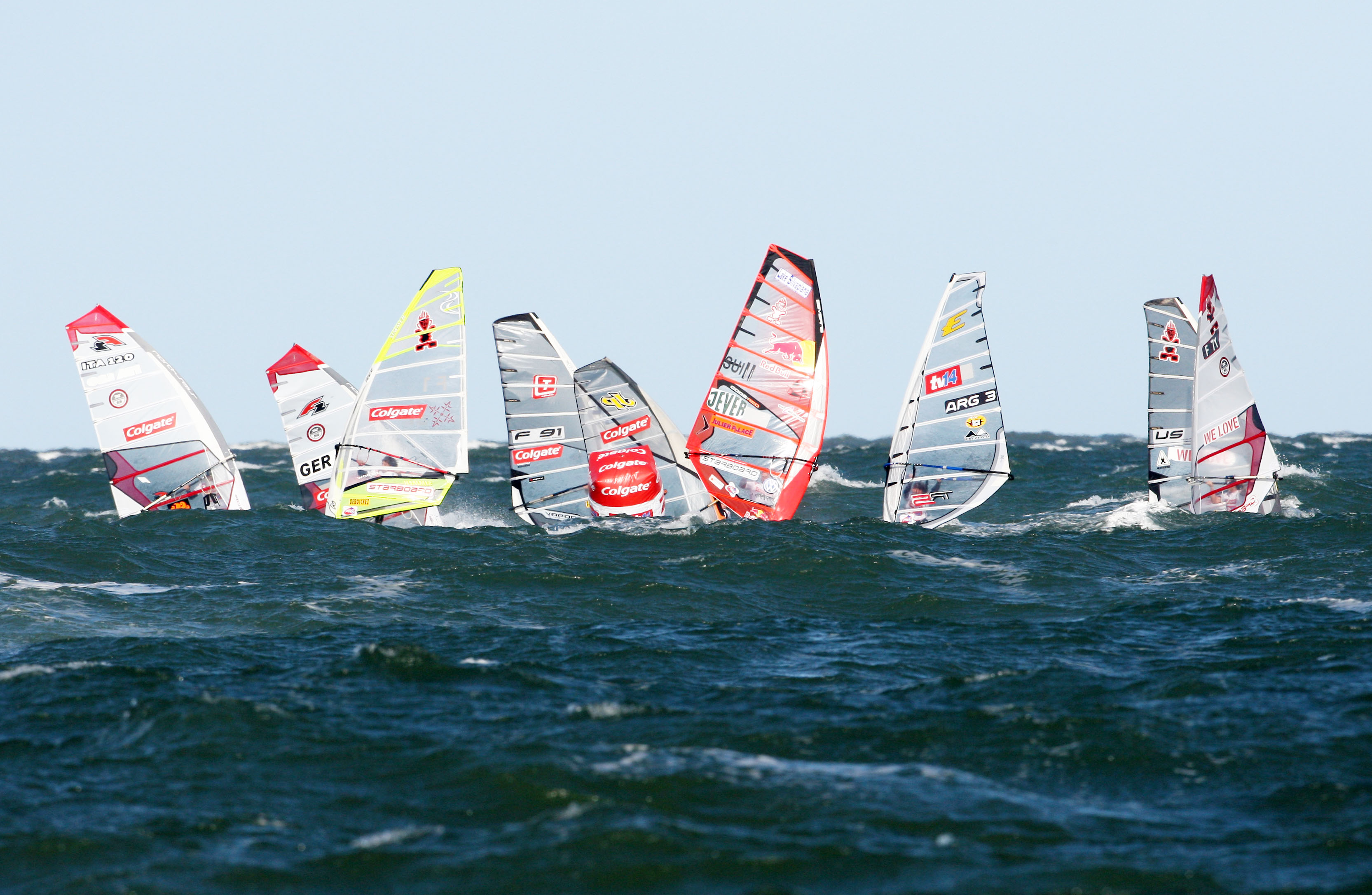
Slalom
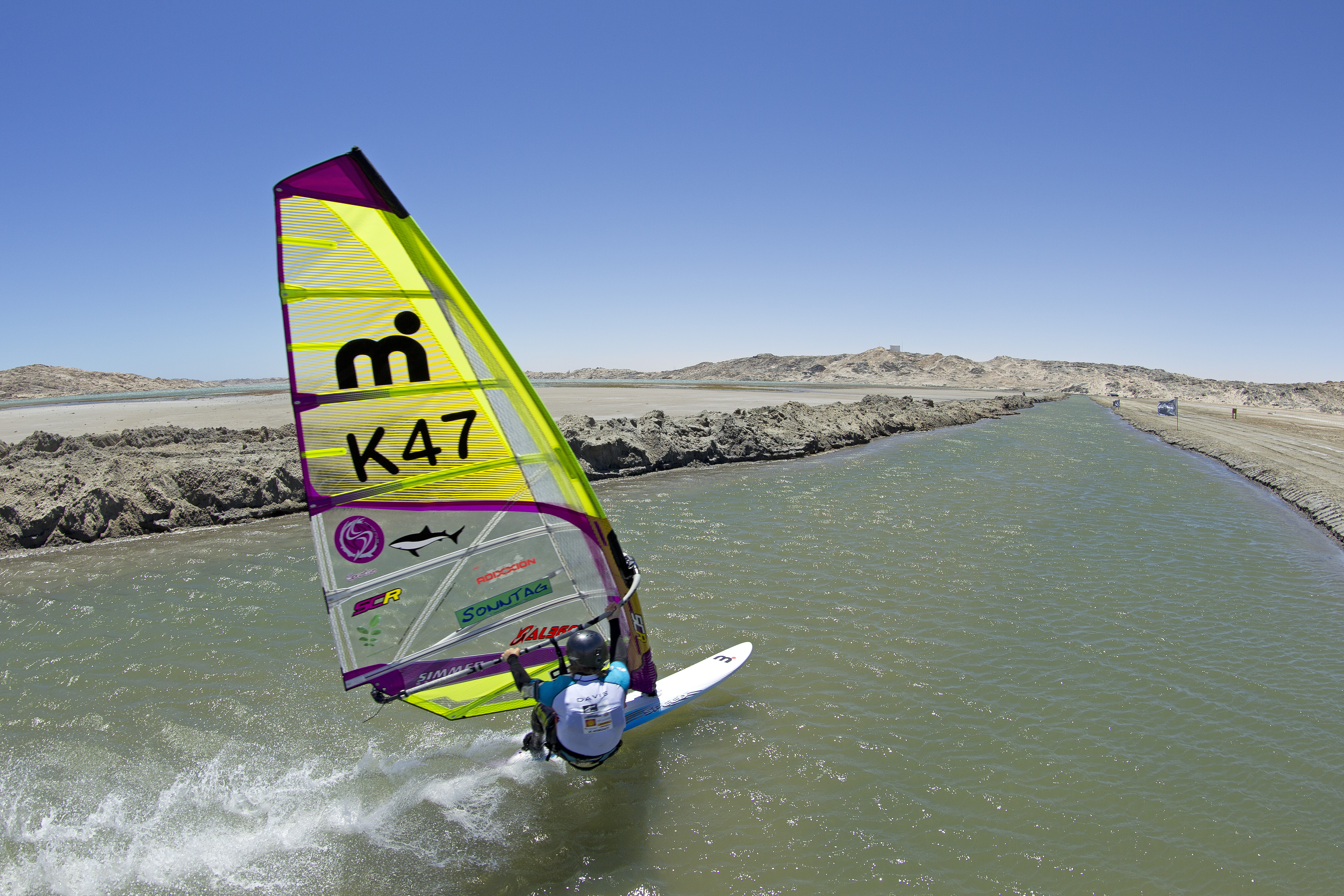
Speed
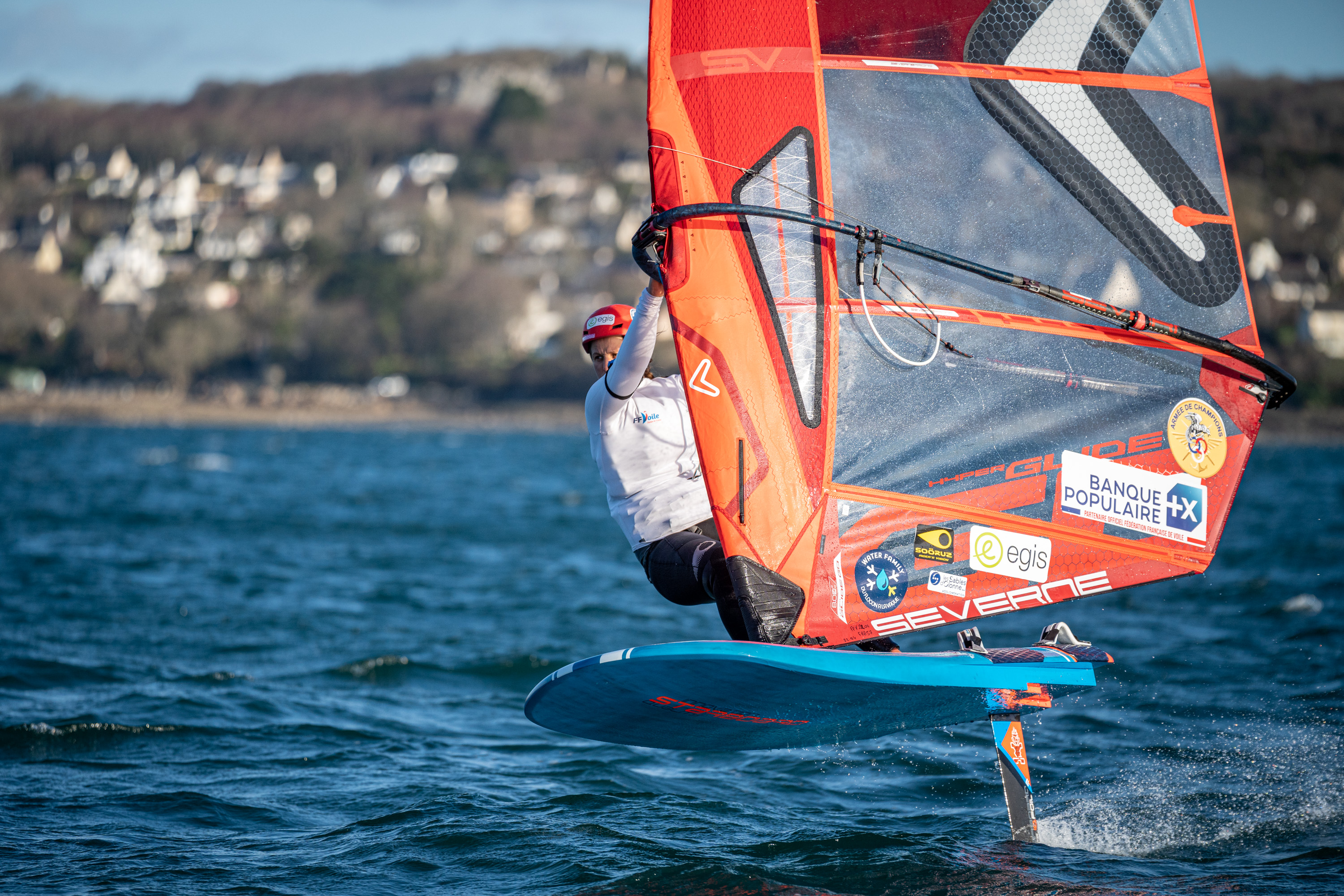
Windfoil

## Storia
Il primo prototipo documentato di tavola a vela risale al 1935 ed è accreditato a Tom Blake. Successivamente, nel 1965, fu Newman Darby a sviluppare l'idea aggiungendo un boma in modo da poter controllare la vela in piedi. Purtroppo l'idea di Darby prevedeva un albero fisso che rendeva la navigazione particolarmente difficile e non ebbe successo.

### Windsurfer
Il windsurf nacque ufficialmente nel 1967 da un'idea di un ingegnere aerospaziale californiano, Jim Drake il quale, sull'autostrada di San Bernardino, nei dintorni di Los Angeles, ripensando ad una discussione avuta precedentemente con l'amico Hoyle Schweitzer, pensò di poter continuare a fare surf anche senza le onde, utilizzando una vela collegata alla tavola. Drake pensò di unire un boma a wishbone con un giunto cardanico per governare in piedi una tavola a vela. I materiali utilizzati furono dapprima il legno, la stoffa nautica (Dacron, una fibra poliestere usata nelle barche a vela) e alcune corde per imbarcazioni. L'idea fu perfezionata con l'aiuto di un collega di Jim, Alan Parducci, che contribuì alla progettazione. Nel 1968 Schweitzer e Drake brevettarono il windsurf e il brevetto fu trascritto ufficialmente nel registro delle invenzioni nel 1970. Insieme cominciarono a produrre i primi Windsurfer (era questo il marchio che si utilizzò per la neonata azienda Windsurfing International Inc.).
Negli Stati Uniti il windsurf però stentava a decollare ma, fortunatamente, nel 1971 un imprenditore tessile olandese, Martin Spanjer, durante un viaggio rimase colpito da un articolo pubblicato sulla rivista di bordo dell'aereo che lo stava portando in California. Appena giunto a destinazione contattò Schweitzer per ottenere la licenza di costruzione del windsurf per l'Europa; nacque così il Windsurfer Ten Cate che apparve per la prima volta in Europa nel 1972. L'anno successivo, visti gli scarsi risultati delle vendite dei primi prototipi, Drake cedette la sua quota societaria a Diana ed Hoyle Schweitzer, che ne acquisirono tutti i diritti. Quattro anni dopo, in Svizzera, un altro imprenditore, Peter Brockhaus con la collaborazione del designer Ernstfried Prade, creò il marchio Mistral.
Nel 1978 entrò in produzione il Mistral Competition: si trattava di un nuovo concetto di tavola, più leggera e dotata di deriva basculante, ma soprattutto di un boma in alluminio, decisamente più maneggevole dell'originale in legno di cui era dotato il Windsurfer. Le prime uscite ufficiali del Mistral avvennero sul Lago di Garda presso il Circolo Surf Torbole che acquisì presto fama internazionale grazie ai venti costanti che soffiavano sulle sue acque e divenne una sorta di laboratorio europeo per lo sviluppo di nuovi prototipi e una fucina di talenti. Da qui l'eco del windsurf raggiunse tutto il mondo.
In quegli anni nacquero altri marchi come HiFly e Windglider che fecero anche la fortuna dei coniugi Schweitzer, detentori del brevetto, ai quali andavano i proventi delle royalties pagate da tutte le aziende produttrici. Nel 1981 Brockhaus lasciò la Mistral per creare il futuro di questo sport con un nuovo marchio: F2 (Fun & Function), che presto sarebbe diventato famoso in tutto il mondo grazie anche ad un team di atleti tra cui figurava un nuovo astro nascente, il danese trapiantato alle isole Canarie Björn Dunkerbeck.

### Funboard
La nuova disciplina funboard del windsurf nacque grazie a Robby Naish, già campione mondiale di Windsurfer in Nassau nel 1976, ad appena 13 anni. Tuttavia il Windsurfer, con il suo peso di 22 kg e il suo ingombro, non era adatto alla navigazione tra le onde dell'oceano, quindi Naish con l'aiuto del padre, accorciò un Mistral Competition tagliandolo all'altezza della scassa di deriva e così facendo creò una tavola (sinker) corta e con poco volume che prevedeva la "partenza dall'acqua"; in questo modo, era più agevole saltare e surfare le onde e nacque così la disciplina del funboard.
Lo stesso Brockhaus si dedicò molto alla promozione del funboard, realizzando in serie tavole sempre più leggere e corte, per poter gestire meglio vento intenso e condizioni ondose impegnative; in questo contesto creò il "circuito mondiale funboard" (poi divenuto International Funboard Class Association) organizzato in tappe agonistiche in varie località del mondo tra le più ventose.
Toccò al giovane faentino Cesare Cantagalli determinare il futuro estremo di questa disciplina. Cantagalli creò una manovra acrobatica che sembrava andare contro le leggi della fisica: il cheese roll (letteralmente "formaggio arrotolato", ma simpaticamente associato al nome di Cesare trasformato in cheese dagli amici hawaiiani). La manovra consisteva in un salto con avvitamento completo di tavola, vela e surfista. Da lì vennero sviluppate le varianti oggi note a tutti gli appassionati di Wave e Freestyle come il looping o il forward loop.
Purtroppo il funboard, come hanno poi dichiarato successivamente i manager di tutte le aziende che negli anni d'oro del windsurf vendettero migliaia di tavole, rese nello stesso tempo questo sport altamente spettacolare, ma lo trasformò da sport di massa a sport di nicchia, decretando l'inesorabile contrazione del mercato.
Tra le leggende viventi del windsurf vi sono l'hawaiiano Robby Naish e il danese Björn Dunkerbeck, che possono essere considerati i maggiori esponenti delle varie discipline del windsurf essendo gli atleti che in assoluto hanno vinto più titoli mondiali. Jim Drake ha collaborato attivamente, fino alla sua morte, con la Star Board Windsurfing, una delle maggiori aziende produttrici di tavole a vela, amministrata dall'atleta norvegese Svein Rasmussen.
Il windsurf si è evoluto negli ultimi anni in modo particolare nella disciplina del freestyle. A partire dai primi del 2000 infatti sono stati portati sulla scena internazionale da windsurfer come Josh Stone e Ricardo Campello numerosi tricks, fino a quel momento impensabili. La nuova svolta ha dato l'input alla nascita di un movimento di windsurfer professionisti provenienti dal Sudamerica, in particolare da El Yaque e Bonaire. Tra questi sono molto conosciuti nella scena Gollito Estredo, Kiri Thode, Steven Van Broeckhoven, i fratelli Taty Frans e Tonky Frans, Marcilio "Brawzinho" Browne. Per la categoria femminile, Sarah Quita Offringa, Yoli de Brendt, Laure Treboux. Un grande contributo all'evoluzione della disciplina wave è stato dato dal brasiliano Kauli Seadi, che ha sviluppato la configurazione quad (tavola con 4 pinne a poppa) che ha dato vita ad uno stile di surfata più moderno, con turn molto stretti sempre sulla parete dell'onda. Sempre Kauli ha anche sviluppato un nuovo concetto di vele compact, più corte di albero e larghe di bugna, con 4 stecche al posto delle classiche 5. A lui si deve l'invenzione del push loop into forward, una combinazione di due manovre che è diventata un must nei contest di wave, per l'alto punteggio che viene dato quando eseguita perfettamente.

## Windsurfe barca a vela
Sotto un certo punto di vista il windsurf può essere considerato la massima sintesi dell'imbarcazione a vela classicamente intesa anche se, rispetto a questa, sono assenti il timone ed il collegamento rigido dell'albero sullo scafo (non vi sono né sartie né stralli). Inoltre, peculiarità del windsurf rispetto alla maggior parte delle imbarcazioni a vela, è quella di navigare con l'albero sbandato sopravvento, con il risultato che la spinta velica tende a sollevare dall'acqua tutto l'insieme imbarcazione-equipaggio, contrariamente a quello che avviene sulle altre imbarcazioni.
Tuttavia, con la tavola a vela tradizionale (tavole lunghe e dislocanti con deriva mobile), vi sono alcune limitazioni: l'angolo di bolina che si può stringere è più largo di quello di una barca inoltre le andature portanti sono instabili e possono essere usate solo per brevi tratti.
Per le tavole a vela plananti invece (tavole corte e senza deriva), all'aumentare dell'intensità del vento l'angolo di bolina che si può ottenere può avvicinarsi molto a quello di una barca convenzionale. Le tavole corte inoltre, raggiungono velocità molto più elevate in virtù di una minore superficie bagnata che equivale ad un minor attrito di uno scafo dislocante ed entrano in planata con maggiore facilità grazie al minor peso della tavola nonché di una conformazione e distribuzione dei pesi ottimizzata per tale scopo; per contro, a differenza degli scafi dotati di deriva, le tavole corte e plananti sono scarsamente versatili nella navigazione in dislocamento, soffrendo maggiormente l'effetto dello scarroccio rispetto alle imbarcazioni.
Curiosamente, alcune soluzioni tecniche in origine affinate per il windsurf sono state adottate poi successivamente nel mondo delle barche a vela; l'utilizzo di materiali speciali (carbonio) per gli alberi e le appendici immerse, usati con l'obiettivo di migliorarne la risposta dinamica (reflex e "rigidità"), o le tecniche per garantire elevata efficienza alle superfici aerodinamiche come, ad esempio, le vele totalmente steccate e a profilo ellittico o l'utilizzo dei cosiddetti camber inducer (induttori di profilo), che garantiscono alla superficie velica un profilo alare e più stabile, sono tutte invenzioni che vengono prima applicate al windsurf e poi alla barca a vela, compresi i costosissimi scafi da Coppa America.
Citando Czesław Marchaj nel suo autorevole Sail performance: techniques to maximize sail power:
(Czesław Marchaj, Sail performance: techniques to maximize sail power)
Questo essenzialmente perché la vela tradizionalmente intesa, è imbrigliata in una serie di regole di stazza e di classe molto rigide che ne hanno fortemente limitato negli anni lo sviluppo e l'efficienza energetica mentre il windsurf ha rappresentato, tra le discipline nautico-sportive, un vero banco di prova dove poter sperimentare liberamente le idee più stravaganti ma anche talvolta le più innovative.

## Competizioni
Dalle olimpiadi di Los Angeles 1984 il windsurf è sport ammesso ai Giochi olimpici estivi. Da Pechino 2008 fino a Tokyo 2020, la classe RS:X è stata una delle specialità veliche dei Giochi olimpici, che ha sostituito la tavola Mistral delle precedenti edizioni (Atlanta 1996-Atene 2004). La grossetana Alessandra Sensini con questa tavola ha conquistato la quarta medaglia consecutiva (un argento per la prima volta dopo due bronzi, con in mezzo il titolo olimpico e la medaglia d'oro a Sydney 2000). Nelle olimpiadi di Parigi 2024 la nuova classe scelta è stata l'IQ Foil.
La PWA World Windsurfing Tour, evento speciale a livello internazionale riconosciuto dal World Sailing, comprende varie discipline del windsurf.
In Italia, il coordinamento dell’attività agonistica e promozionale del windsurf è gestito dall’Associazione Italiana Classi Windsurf, nata nel 1990 e riconosciuta dalla Federazione Italiana Vela; nelle diverse Regioni italiane vengono così proposte regate internazionali, nazionali, interregionali e zonali; tra queste, le più prestigiose sono i Campionati Italiani delle varie classi su prova unica, la Coppa Italia FW, l’Italian Slalom Tour, il Circuito Nazionale Windsurf Freestyle.

## Nella cultura di massa
- Windsurf Windsurf, brano di Lucio Battisti contenuto nell'album E già del 1982
- Agua Viva, telenovela brasiliana del 1980
- Windsurf - Il vento nelle mani, film italiano del 1984